# Clowns (band)
Clowns is een Australische hardcorepunkband. De band werd opgericht in 2009 in Melbourne (Victoria). De band heeft tot op heden vier studioalbums uitgegeven: I'm Not Right en Bad Blood bij Poison City Records, Lucid Again bij This Charming Man Records en Nature / Nurture bij Fat Wreck Chords. Het laatstgenoemde album werd genomineerd voor de ARIA Music Award in de categorie "beste hardrock- of heavymetalalbum".

## Geschiedenis
Zanger Stevie Williams en drummer Jake Laderman zijn de enige constante leden van de band. Jarrod Goon verving in 2015 Joe Hansen, de oude gitarist, vlak nadat Bad Blood was uitgegeven. Basgitarist James Ahern verliet de band in 2016 en werd vervangen door Will Robinson. Vervolgens kwam Hanny Tilbrook in hetzelfde jaar als basgitarist bij de band spelen en ging Robinson slaggitaar spelen.

## Leden
- Stevie Williams - zang (2009-heden)
- Jake Laderman - drums (2009-heden)
- Jarrod Goon - gitaar (2015-heden)
- Will Robinson - slaggitaar (2016-heden), basgitaar (2016)
- Hanny Tilbrook - basgitaar, zang (2016-heden)

Oud-leden
- Joe Hansen - gitaar (2009-2015)
- James Ahern - basgitaar (2009-2016)

Tijdlijn

## Discografie
Studioalbums
- I'm Not Right (Poison City Records, 2013)
- Bad Blood (Poison City Records, 2015)
- Lucid Again (This Charming Man Records/Poison City Records, 2017)
- Nature / Nurture (Fat Wreck Chords/Damaged Records, 2019)